# Another Future
〈Another Future〉는 Kis-My-Ft2의 11번째 싱글이다.

## 개요
초회 생산 한정반 A, 초회 생산 한정반 B, 통상반【3rd Anniversary반】, 키스마이 SHOP반의 4형태로 발매된다.
표제곡 〈Another Future〉는 타마모리 유타 주연 드라마 《노부나가의 셰프 Part2》의 주제가이고, 커플링곡 〈Perfect World〉는 DHC 약용 아크네 컨트롤 시리즈 CM송이다.

## 수록곡

### 초회 생산 한정반 A
CD
1. Another Future
2. Perfect World

DVD
1. Another Future(MUSIC VIDEO)
2. Another Future(메이킹다큐멘트)

★키타야마 히로미츠가 특전영상 내레이션에 첫 도전!

### 초회 생산 한정반 B
CD
1. Another Future
2. Perfect World

DVD
1. Perfect World
2. MV&자켓 촬영 메이킹 다큐멘트＋멤버가○○를 건 게임 대결!

★후지가야 타이스케가 특전영상 내레이션에 첫 도전!

### 통상반 【3rd Anniversary반】
CD
1. Another Future
2. Perfect World
3. 感じるままに輝いて

봉입특전
- 포토북
- 멤버에 의한 수서 일러스트레이트＆메시지카드 （직필을 인쇄한 것입니다）

※8월10일에 데뷔 3주년을 맞이해 Kis-My-Ft2。 "3rd Anniversary"반은 기념 할만한 특별반이 됩니다.
오프샷 만재의 호화 24P 포토북을 더한, 멤버로부터 감사를 담은 직필 수서 일러스트레이트＆메시지카드를 봉입합니다!

### 키스마이 SHOP반
CD
1. Another Future
2. Perfect World

오리지널 굿즈
- 고를 수 있는 특전 두 종류

※특전1: 자켓 사이즈 스티커 A + 도시락 데코레이션 A
※특전2: 자켓 사이즈 스티커 B + 도시락 데코레이션 B